# Mads Mikkelsen
Mads Dittmann Mikkelsen (spreek uit als: mEhs mIklsuh; IPA: [ˈmæs ˈmikl̩sn̩]) (Kopenhagen, 22 november 1965) is een Deense filmacteur. Hij is de jongere broer van acteur Lars Mikkelsen. Hij is getrouwd met de choreografe Hanne Jacobsen en heeft twee kinderen.

## Biografie
Nadat Mikkelsen zijn opleiding aan de toneelschool van Århus had afgerond, maakte hij zijn filmdebuut in Pusher. Daarna speelde hij in enkele andere populaire films als Blinkende lygter (Flickering Lights), De grønne slagtere (The Green Butchers) en Pusher II. Een van zijn bekendste rollen was die van politierechercheur Fischer in de Deense televisieserie Rejseholdet. Mikkelsen speelde daarnaast ook in de Jerry Bruckheimer-productie King Arthur als Tristan.
De rol waardoor Mikkelsen in het buitenland bekend is geworden, is die van de slechterik Le Chiffre in de James Bondfilm Casino Royale uit 2006. In 2012 won Mikkelsen de prijs voor de beste acteur van het Filmfestival van Cannes voor zijn hoofdrol in het drama Jagten van Thomas Vinterberg.
Van 2013 tot en met 2015 speelde hij Hannibal Lecter, de hoofdrol in de serie Hannibal, naast onder meer Laurence Fishburne en Hugh Dancy. Mikkelsen speelde in alle 39 afleveringen.

## Filmografie

### Films
- 1996: Café Hector - als Anders
- 1996: Blomsterfangen - als Max
- 1996: Pusher - als Tonny
- 1998: Vild spor - als Jimmy
- 1998: Nattens engel - als Ronnie
- 1999: Tom Merritt
- 1999: Bleeder - als Lenny
- 2000: Rejseholdet - als Allan Fischer
- 2000: Blinkende lygter - als Arne
- 2001: Monas verden - als Casper
- 2001: En kort en lang - als Jacob
- 2002: I Am Dina - als Niels
- 2002: Elsker dig for evigt - als Niels
- 2002: Wilbur Wants to Kill Himself - als Horst
- 2003: Nu - als Jakob
- 2003: Dykkerdrengen
- 2003: De grønne slagtere - als Svend
- 2003: Torremolinos 73 - als Magnus
- 2004: King Arthur - als Tristan
- 2004: Pusher II - als Tonny
- 2005: Adams æbler - als Ivan
- 2006: Efter brylluppet - als Jacob
- 2006: Exit - als Thomas Skepphult
- 2006: Casino Royale - als Le Chiffre
- 2006: Prag - als Christoffer
- 2008: Flammen & Citronen - als Citronen
- 2009: Valhalla Rising - als One Eye
- 2010: Coco Chanel & Igor Stravinsky - als Igor Stravinsky
- 2010: Clash of the Titans - als Draco
- 2011: The Three Musketeers - als Rochefort
- 2012: En kongelig affære - als Johann Friedrich Struensee
- 2012: Jagten - als Lucas
- 2013: The Necessary Death of Charlie Countryman - als Nigel
- 2013: Michael Kohlhaas - als Michael Kohlhaas
- 2014: The Salvation – als Jon
- 2015: Mænd og Høns - als Elias
- 2016: Doctor Strange - als Kaecilius
- 2016: Rogue One: A Star Wars Story - als Galen Erso
- 2018: Arctic - als Overgård
- 2018: At Eternity's Gate - als priester
- 2019: Polar - als Duncan Vizla/The Black Kaiser
- 2020: Druk - als Martin
- 2020: Retfærdighedens ryttere - als Markus
- 2022: Fantastic Beasts: The Secrets of Dumbledore - als Gellert Grindelwald
- 2023: Indiana Jones and the Dial of Destiny - als Jürgen Voller
- 2023: Bastarden - als Ludvig Kahlen
- 2024: Mufasa: The Lion King - als Kiros (stem)

### Televisie
- 2000-2004: Rejseholdet - als Allan Fischer
- 2002: Bertelsen - de uaktuelle nyheder - Episode #1.7 - als Allan Fischer
- 2005: Klovn - Str. 44 - als Fodboldspiller
- 2005: Julie - als Julies vader
- 2013-2015: Hannibal - als Hannibal Lecter

### Videogames
- 2008: 007: Quantum of Solace - als Le Chiffre
- 2019: Death Stranding - als Clifford Unger